# Barbus niluferensis
Barbus niluferensis är en fiskart som beskrevs av Turan, Kottelat och Ekmekçi 2009. Barbus niluferensis ingår i släktet Barbus och familjen karpfiskar. Inga underarter finns listade.